# Xã Clinton, Quận Macomb, Michigan
Xã Clinton (tiếng Anh: Clinton Township) là một xã thuộc quận Macomb, tiểu bang Michigan, Hoa Kỳ. Năm 2010, dân số của xã này là 96.796 người.